# Gluiras
 Gluiras é uma comuna francesa na região administrativa de Auvérnia-Ródano-Alpes, no departamento de Ardèche. Estende-se por uma área de 25,10 km². Em 2010 a comuna tinha 371 habitantes (densidade: 14,8 hab./km²).